# Eremias regeli
Eremias regeli es una especie de lagarto del género Eremias, familia Lacertidae, orden Squamata. Fue descrita científicamente por Bedriaga in Nikolsky en 1905.

## Hábitat
Esta especie se encuentra en piedemontes, alrededor de ríos y en valles sobre sustratos arcillosos. Especie desértica.

## Distribución
Se distribuye por Turkmenistán, Uzbekistán, Tayikistán y Afganistán.